# 波音鬼怪工厂
鬼怪工厂（英語：Phantom Works）是波音公司防务与安全部门的先进原型研究分支。它的主要工作是开发先进军事产品与技术，其中许多是机密计划。
鬼怪工厂由麦克唐纳-道格拉斯公司成立，并在其被波音公司收购后继续存在，它的标志来自F-4鬼怪战斗机。

## 组织与任务
鬼怪工厂的组织对应波音的防务部门，即包括每个部门的「先进」版，如「先进波音军机」（Advanced Boeing Military Aircraft）。底层技术（对应技术就绪指数1-4）由为波音商用与国防部门开发新技术的波音研究与技术（BR&T）组织提供。鬼怪工厂的任务是将这些技术开发为原型（对应技术就绪指数4-6），以供商业部门将其开发为产品（对应技术就绪指数7-9）。

## 位置
鬼怪工厂总部位于美国密苏里州圣路易斯，但其项目分布在波音在美国的大部分主要位置。
此外，由一个国际小组为美国、英国、澳大利亚和印度的政府进行建模与仿真工作。

## 知名项目
- 波音鬼眼（Boeing Phantom Eye）：高空长航时无人侦察机 -  2012
- 波音幻影鰩（Boeing Phantom Ray）：先进空气系统技术无人飞行试验台 - 2011
- 波音X-37先进技术验证机 - 2010
- 波音X-51（Boeing X-51 Wave-rider）：高超声速飞行器 - 2010
- 波音X-48翼身融合验证机 - 2007
- 贝尔-波音四倾转旋翼机（与贝尔直升机公司合作）(2005)...
- 波音鹈鹕超大型运输机（Boeing Pelican ULTRA）(2003)...
- 波音X-45无人战斗机 - 2002
- 波音A160蜂鸟：无人直升机 - 2002
- 波音X-32联合攻击战斗机 - 2000
- 波音食肉鸟（Boeing Bird of Prey）：隐形无人战斗机验证机 - 1996
- 波音神鹰（Boeing Condor）：高空长航时概念无人机 - 1988

- F/A-XX：第六代概念战斗机
- 波音X-53主动气动弹性机翼
- 波音X-40